# Bass Communion II
II (или Bass Communion II) — второй студийный альбом Bass Communion, проекта музыканта и продюсера Стивена Уилсона, выпущенный в 1999 году.
Первое издание представляет собой двойной альбом; на втором диске содержатся сэмплированные треки, предоставленные Робертом Фриппом, и ремикс от The Square Root of Sub. В переиздании 2002 года отсутствует ремикс от The Square Root of Sub, а трек Фриппа перемещён на первый диск, что ограничило количество дисков до одного. Винил, выпущенный в декабре 2007 года на Tonefloat Records, включает в себя эксклюзивные материалы на стороне D. Альбом был переиздан в ноябре 2008 года вместе с III на двухдисковом издании, ограниченным 1200 копиями.

## Список композиций

### Оригинальный релиз
Слова и музыка всех песен — написаны Стивеном Уилсоном, кроме тех, где указано авторство.
| №  | Название                | Автор(ы)                 | Длительность |
| -- | ----------------------- | ------------------------ | ------------ |
| 1. | «Advert»                |                          | 0:56         |
| 2. | «16 Second Swarm»       |                          | 10:58        |
| 3. | «Grammatic Oil»         |                          | 10:11        |
| 4. | «Drugged 3»             |                          | 17:00        |
| 5. | «Dwarf Artillery»       |                          | 7:14         |
| 6. | «Wide Open Killingfeld» | Стивен Уилсон/Тео Трэвис | 13:01        |

| №  | Название                                                                     | Автор(ы)                   | Длительность |
| -- | ---------------------------------------------------------------------------- | -------------------------- | ------------ |
| 1. | «A Grapefruit in the World of Park» (Основано на саундскейпе Роберта Фриппа) |                            | 12:10        |
| 2. | «Snakebird» (Ремикс The Square Root of Sub)                                  | Стивен Уилсон/Марк Пойсден | 11:12        |

### Издания 2002 и 2009 годов
Слова и музыка всех песен — написаны Стивеном Уилсоном, кроме тех, где указано авторство.
| №  | Название                                                                     | Автор(ы)                 | Длительность |
| -- | ---------------------------------------------------------------------------- | ------------------------ | ------------ |
| 1. | «Advert»                                                                     |                          | 0:56         |
| 2. | «16 Second Swarm»                                                            |                          | 10:58        |
| 3. | «Grammatic Oil»                                                              |                          | 10:11        |
| 4. | «Drugged 3»                                                                  |                          | 17:00        |
| 5. | «Dwarf Artillery»                                                            |                          | 7:14         |
| 6. | «Wide Open Killingfeld»                                                      | Стивен Уилсон/Тео Трэвис | 13:01        |
| 7. | «A Grapefruit in the World of Park» (Основано на саундскейпе Роберта Фриппа) |                          | 12:02        |

### Виниловое издание
Слова и музыка всех песен — написаны Стивеном Уилсоном, кроме тех, где указано авторство.
| №  | Название          | Длительность |
| -- | ----------------- | ------------ |
| 1. | «Advert»          | 0:56         |
| 2. | «16 Second Swarm» | 10:58        |
| 3. | «Grammatic Oil»   | 10:11        |

| №  | Название    | Длительность |
| -- | ----------- | ------------ |
| 1. | «Drugged 3» | 17:00        |

| №  | Название                       | Автор(ы)                 | Длительность |
| -- | ------------------------------ | ------------------------ | ------------ |
| 1. | «Dwarf Artillery»              |                          | 7:14         |
| 2. | «Wide Open Killingfeld part 1» | Стивен Уилсон/Тео Трэвис | 12:57        |

| №  | Название                       | Автор(ы)                 | Длительность |
| -- | ------------------------------ | ------------------------ | ------------ |
| 1. | «Wide Open Killingfeld part 2» | Стивен Уилсон/Тео Трэвис | 5:52         |
| 2. | «Wide Open Killingfeld part 3» | Стивен Уилсон/Тео Трэвис | 13:04        |

## Участники записи

### Bass Communion
- Стивен Уилсон — все инструменты

### Другие
- Тео Трэвис — флейта, саксофон
- Карл Гловер — графический дизайн и фотография

## История релиза
| Страна         | Дата         | Лейбл            | Формат                                 | Каталог  |
| -------------- | ------------ | ---------------- | -------------------------------------- | -------- |
| Великобритания | Июль 1999    | Hidden Art       | Двойной CD                             | HI-ART 4 |
| Великобритания | 2002         | Headphone Dust   | CD, переиздание                        | BCCD3    |
| Великобритания | Декабрь 2007 | Tone Float       | Двойной LP                             | TF42     |
| Великобритания | Ноябрь 2008  | Beta-Lactam Ring | Двойной CD, переиздание (вместе с III) | mt182    |